# Euryvalgus tibialis
Euryvalgus tibialis är en skalbaggsart som beskrevs av Moser 1915. Euryvalgus tibialis ingår i släktet Euryvalgus och familjen Cetoniidae. Inga underarter finns listade i Catalogue of Life.